# Chrysochraon
Genre
Chrysochraon est un genre de criquets de la sous-famille des Gomphocerinae comprenant trois espèces réparties sur une grande partie de l'Eurasie.

## Réparatition
Le genre est présent dans presque toute l'Eurasie sur une bande s’étendant entre les latitudes de la Scandinavie au Nord et de la Grèce au Sud non comprises. Il est absent des îles comme les îles méditerranéennes, du Royaume-Uni ou du Japon par exemple.

## Liste des espèces et sous-espèces
- Chrysochraon amurensis Mishchenko, 1986
- Chrysochraon beybienkoi Galvagni, 1968
- Chrysochraon dispar Germar, 1834

C. dispar dispar Germar, 1834
C. dispar giganteus Harz, 1975
C. dispar intermedius Miksic, 1978
C. dispar longipteron Yin, 1982
C. dispar major Uvarov, 1925